# Diamantrahmen

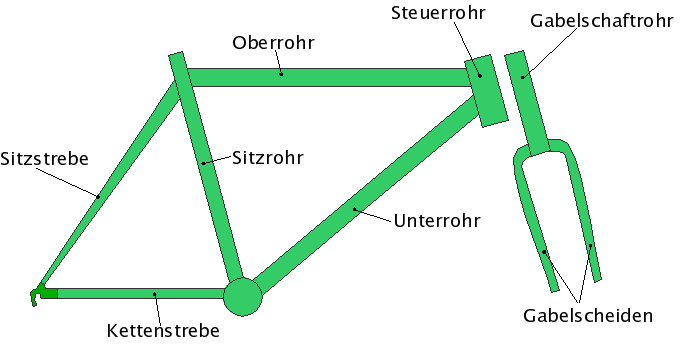
Darstellung eines Diamantrahmens

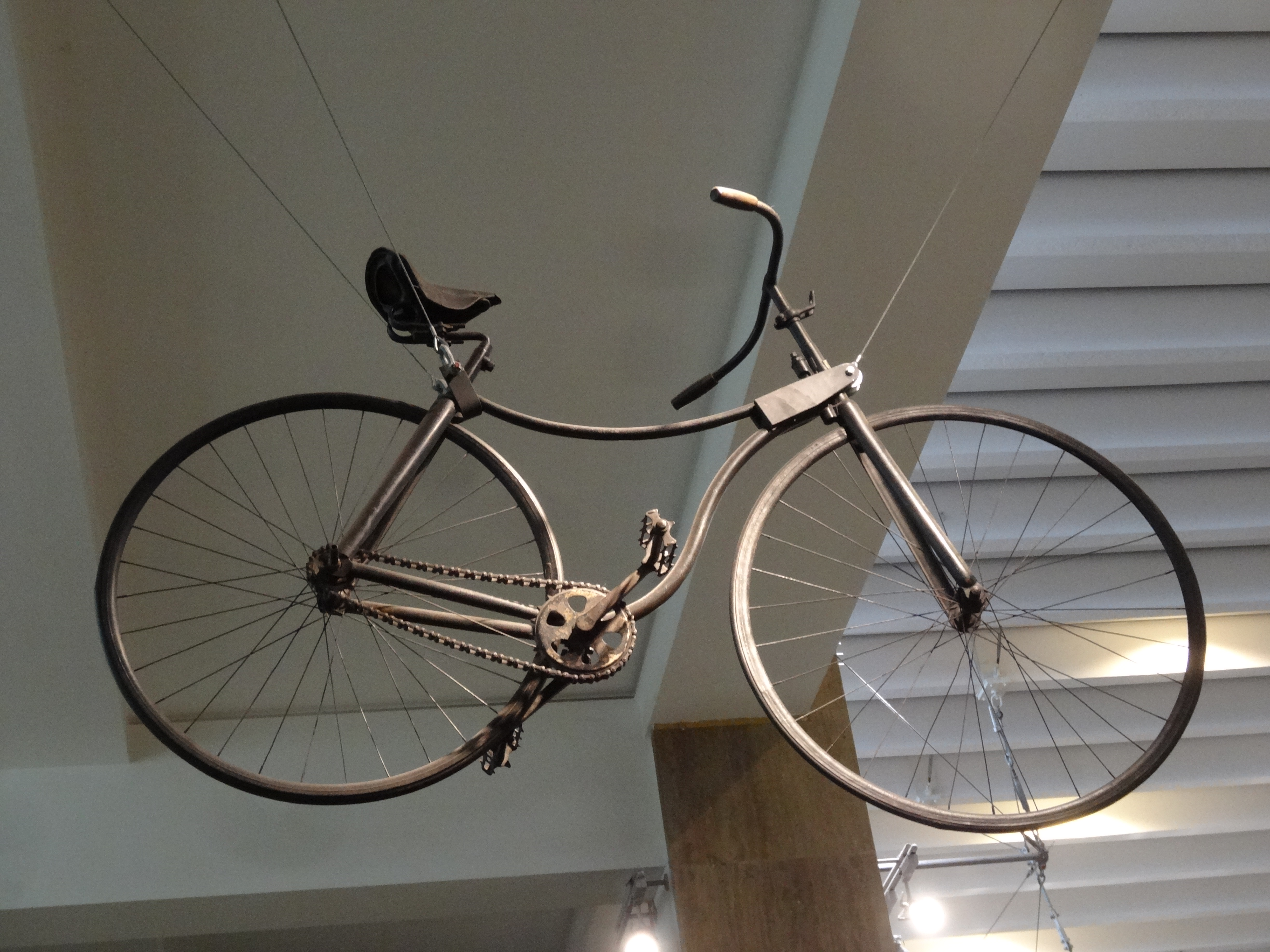
Niederrad mit rautenförmigem Rahmen (englisch diamond frame), Sitzrohr und Steuerrohr kamen erst später hinzu

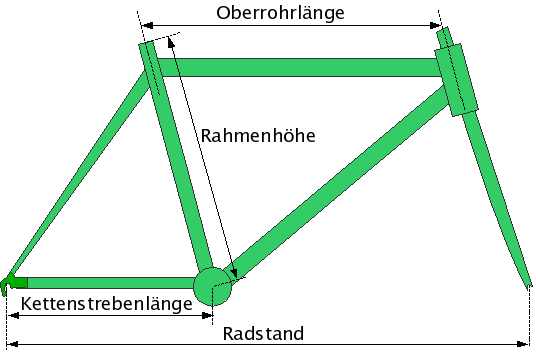
Verschiedene Längenmaße eines Diamantrahmens

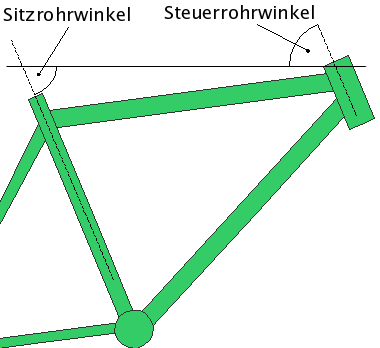
Die wichtigsten Winkelmaße eines Diamantrahmens

Der von Humber 1890 entwickelte Diamantrahmen ist die am häufigsten vorkommende Rahmenform bei Fahrrädern, insbesondere bei Herrenrädern. Der Diamantrahmen hat sich im Lauf der Geschichte des Fahrrades als günstigste Form herausgestellt, auch wenn es zahlreiche Alternativen gab. Die Grundform des Diamantrahmens entstand nach 1888 mit dem Aufkommen der Sicherheitsniederräder und der Luftbereifung in Europa. Diese Räder wurden ursprünglich als „Rover“ bezeichnet, wie Fahrräder im Polnischen heute noch heißen.

## Name und Beschreibung
Seinen Namen erhielt der Diamantrahmen nach seiner Form als Raute, gebildet aus Oberrohr, Unterrohr, Sitzstrebe und Kettenstrebe. Das „Rover“, eins der ersten in England entstandenen und in größeren Stückzahlen produzierten  Niederräder, hatte diese Form.  Steuerrohr und Sitzrohr kamen erst später hinzu. Die korrekte Übersetzung der passenden englischen Bezeichnung diamond frame hätte rautenförmiger Rahmen lauten sollen. Im Englischen bedeutet nämlich the diamond sowohl Diamant als auch Raute.

## Rahmengrößen
Die Rahmenhöhe wird meist von der Mitte des Tretlagers bis zur Oberkante der Sattelmuffe gemessen. Bei Rahmen des italienischen Herstellers de Rosa sind dem angegebenen Maß dagegen 15 mm hinzuzurechnen, da diese Rahmen anders gemessen werden. Zur ersten Ermittlung der optimalen Größe eines Rahmens ist zunächst die Innenbeinlänge vorentscheidend, näherungsweise kann es aber ausreichen, stattdessen die Körpergröße zu betrachten. Wichtig ist aber darüber hinaus die Oberrohrlänge, die maßgeblichen Einfluss darauf hat, wie gestreckt die Position des Oberkörpers auf dem Rad ist. Mit zunehmender Rahmengröße steigt auch die Oberrohrlänge an und so entfernt sich der Lenker weiter vom Sattel. Ein kleinerer Rahmen als die Innenbeinlänge erlauben würde, wird dann durch den Auszug der Sattelstütze kompensiert.
Die vor hundert Jahren übliche Bemessung der Fahrradgröße anhand der Laufräder (26 oder 28 Zoll) sagt heutzutage nichts über die Größe des Fahrrades aus. Ein niedriger Rahmen mit 28er Reifen ergibt ein viel kleineres Rad als ein großer Rahmen mit 26er Bereifung. Die Größenangaben in der nachfolgenden Tabelle sind Näherungswerte, die sich auf typische Rahmengeometrien mit waagerechtem Oberrohr beziehen, bei Rädern mit abfallendem Oberrohr stimmen die Maße nicht.
| Körpergröße [m] | Rahmenhöhe (Männer) [cm] | Rahmenhöhe (Männer) [cm]  | Rahmenhöhe (Männer) [cm] | Rahmenhöhe (Männer) [cm] |
| Körpergröße [m] | Mountainbike             | Tourenrad ATB Trekkingrad | Reiserad                 | Rennrad                  |
| --------------- | ------------------------ | ------------------------- | ------------------------ | ------------------------ |
| 1,65            | 41–44                    | 46–48                     | 48–50                    | 50–52                    |
| 1,70            | 44–46                    | 48–50                     | 50–52                    | 53–55                    |
| 1,75            | 46–48                    | 50–52                     | 52–55                    | 55–57                    |
| 1,80            | 48–50                    | 52–55                     | 56–58                    | 57–59                    |
| 1,85            | 50–52                    | 56–58                     | 59–60                    | 59–61                    |
| 1,90 und mehr   | 52–54                    | 58–61                     | 60–64                    | 61–64                    |

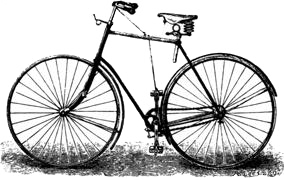
Diamantrahmen mit inzwischen zugefügtem Steuerrohr und angedeutetem späterem Sattelrohr

Billige Rahmen amerikanischer Hersteller werden gern in Bekleidungsgrößen (S, M, L, XL) angegeben. Durch die grobe Abstufung ergeben sich weniger unterschiedliche Rahmengrößen, was die Herstellungskosten senkt.

## Alternativen
Für Damenräder werden häufig Schwanenhalsrahmen benutzt, dabei hat das Rad entweder ein stärker dimensioniertes Unterrohr oder zwei Unterrohre, im Tretlagerbereich sind diese gekrümmt. Damenrahmen mit zwei geraden Unterrohren werden überwiegend für sportliche Fahrräder verwendet. Eine Sonderform ist das Pedersen, welches einen höheren Sitzkomfort bei weniger Masse und höherer Stabilität aufweist. An neueren Mountainbikes, insbesondere solchen mit Rahmenfederung, sowie Bonanzarädern und Falträdern ist häufig eine Form des X-Rahmens anzutreffen.

## Varianten
Wegen seiner guten Eigenschaften (hohe Steifigkeit bei geringem Gewicht) wird der Diamantrahmen mit Abwandlungen selbst bei extravaganten Fahrrädern verwendet. Typische Abwandlungen sind im Einzelnen:
- Ein abfallendes Oberrohr (Sloping-Rahmen) ist bei Mountainbikes Standard und wird auch bei Rennrädern verwendet. Das eingesparte Material soll das Gewicht vermindern und die Bewegungsfreiheit beim Absteigen vergrößern. Die Gewichtseinsparung ergibt sich allerdings nur bei teuren Rädern, da die im Massenmarkt üblichen schweren Sattelstützen das Gesamtgewicht des Rades sogar erhöhen. Nachteilig ist zudem, dass kleinere Rahmen weniger verwindungssteif sind als große.
- Hochgezogene Kettenstreben (Elevated Chainstays) erlauben es, das Tretlager höher zu legen, wodurch die Gefahr eines Aufsetzens der Pedale bei steiler Kurvenlage verringert wird (siehe Schräglagenfreiheit). Allerdings reichen die Füße des Fahrers an der Ampel bei dieser Rahmengeometrie nicht mehr auf den Boden, man muss dazu vom Sattel rutschen. Die Kette läuft bei dieser Variante in der Regel komplett unterhalb der Kettenstrebe; in diesem Fall kann sie getauscht werden, ohne sie zu öffnen.
- Die Durchmesser des Ober- und Unterrohres werden bei Materialien mit schlechterer Belastbarkeit wie etwa Aluminium vergrößert (weitere physikalische Erläuterung unter Fahrradrahmen). Ein Nebeneffekt ist die größere Oberfläche für auffallende Werbeaufkleber.